# Salvatore Bocchetti
Salvatore Bocchetti (Napels, 30 november 1986) is een voormalig Italiaans voetballer die bij voorkeur als centrale verdediger speelt. Hij speelde vijfmaal in het Italiaans voetbalelftal.

## Clubcarrière
Bocchetti stroomde in 2004 door vanuit de jeugd van Ascoli. Die club verhuurde hem aan SS Lanciano en Frosinone om wedstrijdervaring op te doen. In 2007 stapte hij definitief over naar Frosinone, op dat moment actief in de Serie B. Bocchetti vertrok één jaar later naar Genoa, waarvoor hij in het seizoen 2008/09 debuteerde in de Serie A. In augustus 2010 werd hij verkocht aan Roebin Kazan. Daarmee won hij in 2012 zowel de Beker van Rusland als de Russische supercup. In de wedstrijd om de Supercup maakte hij het eerste doelpunt in wat een 0-2 overwinning op FK Zenit Sint-Petersburg werd. In 2013 werd Bocchetti getransfereerd naar Spartak Moskou. In 2015 werd hij uitgeleend aan AC Milan. In 2019 trok Bocchetti naar Hellas Verona, dat hem een jaar later uitleende aan Pescara.

## Interlandcarrière
Bocchetti nam met het olympisch elftal ook deel aan de Olympische Spelen in China. Daar werd de ploeg onder leiding van bondscoach en oud-international Pierluigi Casiraghi uitgeschakeld door België in de kwartfinales: 3-2. Op 10 oktober 2009 maakte Bocchetti zijn debuut voor het Italiaans voetbalelftal tegen Ierland. Hij zat in de selectie van Italië op het WK 2010 onder Marcello Lippi. Hij zat ook bij de voorselectie voor het EK 2012, maar viel uiteindelijk af, net als Domenico Criscito, Marco Verratti, Davide Astori, Luca Cigarini en Ezequiel Schelotto. Zijn laatste interland dateert van 5 juni 2010. Toen mocht hij in de basiself starten in een oefenduel tegen Zwitserland.

## Erelijst
Roebin Kazan
- Russische supercup

2012
| Nationaal          |    |         |
| Beker van Rusland  | 1x | 2011/12 |
| Russische supercup | 1x | 2012    |

| Interlands van Salvatore Bocchetti voor Italië | Interlands van Salvatore Bocchetti voor Italië | Interlands van Salvatore Bocchetti voor Italië | Interlands van Salvatore Bocchetti voor Italië | Interlands van Salvatore Bocchetti voor Italië | Interlands van Salvatore Bocchetti voor Italië | Interlands van Salvatore Bocchetti voor Italië |
| №                                              | Datum                                          | Wedstrijd                                      | Uitslag                                        | Soort wedstrijd                                | Doelpunten                                     | Assists                                        |
| Als speler bij Genoa CFC                       | Als speler bij Genoa CFC                       | Als speler bij Genoa CFC                       | Als speler bij Genoa CFC                       | Als speler bij Genoa CFC                       | Als speler bij Genoa CFC                       | Als speler bij Genoa CFC                       |
| ---------------------------------------------- | ---------------------------------------------- | ---------------------------------------------- | ---------------------------------------------- | ---------------------------------------------- | ---------------------------------------------- | ---------------------------------------------- |
| 1.                                             | 10 oktober 2009                                | Ierland – Italië                               | 2 – 2                                          | WK-kwalificatiewedstrijd                       | 0                                              | 0                                              |
| 2.                                             | 14 oktober 2009                                | Italië – Cyprus                                | 3 – 2                                          | WK-kwalificatiewedstrijd                       | 0                                              | 0                                              |
| 3.                                             | 18 november 2009                               | Italië – Zweden                                | 1 – 0                                          | Vriendschappelijk                              | 0                                              | 0                                              |
| 4.                                             | 3 juni 2010                                    | Mexico – Italië                                | 2 – 1                                          | Vriendschappelijk                              | 0                                              | 0                                              |
| 5.                                             | 5 juni 2010                                    | Zwitserland – Italië                           | 1 – 1                                          | Vriendschappelijk                              | 0                                              | 0                                              |

Bijgewerkt t/m 28 januari 2015.